# 森トラスト・ホテルズ&リゾーツ
森トラスト・ホテルズ&リゾーツ株式会社（もりトラスト・ホテルズアンドリゾーツ、英: Mori Trust Hotels & Resorts Co.,Ltd.）は、日本全国に13箇所あるホテル・ゴルフ場ラフォーレ倶楽部などを運営する森トラスト傘下の企業である。近年は外資系ホテルの誘致を進め、特にラフォーレホテルズ&リゾーツの施設の外資系のマリオットホテルへのリブランドを積極的に行なっている。

## 沿革
- 1973年（昭和48年）2月7日 - 森ビル観光株式会社を設立
- 1999年（平成11年）9月 - 森観光トラスト株式会社に社名を変更
- 2006年（平成18年）
  - 4月 - ホテル等の運営事業を会社分割により新設した（新）森観光トラスト株式会社に継承。資産を保有する（旧）森観光トラスト株式会社は森観光トラスト資産管理株式会社に社名を変更。
  - 10月 - 森観光トラスト資産管理株式会社が森トラスト株式会社に吸収合併され、森観光トラスト株式会社は森トラスト株式会社の子会社となる。
- 2009年（平成21年）10月 - 本社機能を御殿山トラストタワーに移転。
- 2013年（平成25年）
  - 2月 - 森トラスト・ホテルズ&リゾーツ株式会社に社名を変更。
  - 12月 - 東京マリオットホテル オープン
- 2014年（平成26年）
  - 4月 - コートヤード・バイ・マリオット 東京ステーション オープン
  - 4月 - ラフォーレ倶楽部 箱根強羅 湯の棲 リニューアルオープン
  - 12月 - ラフォーレ修善寺 山紫水明 弐号館 リニューアルオープン
- 2015年（平成27年）
  - 3月 - 翠嵐 ラグジュアリーコレクションホテル 京都 オープン
  - 11月 - コートヤード・バイ・マリオット 新大阪ステーション オープン
  - 12月 - ラフォーレ倶楽部伊東温泉 湯の庭 第2期リニューアルオープン
- 2016年（平成28年）7月 - 軽井沢マリオットホテル オープン
- 2017年（平成29年）7月 - 伊豆マリオットホテル修善寺、富士マリオットホテル山中湖、軽井沢マリオットホテル(ノースウイング)、琵琶湖マリオットホテル、南紀白浜マリオットホテル オープン
- 2018年（平成30年）12月 - コートヤード・バイ・マリオット白馬 オープン（白馬村内で初の海外ブランド）
- 2024年（令和6年）12月 - ホテルインディゴ長崎グラバーストリート オープン（西日本初のホテルインディゴブランド）

## 運営施設
- 東京マリオットホテル
- 軽井沢マリオットホテル
- 富士マリオットホテル
- 伊豆マリオットホテル修善寺
- 琵琶湖マリオットホテル
- 南紀白浜マリオットホテル
- コートヤード・バイ・マリオット東京ステーション / 新大阪ステーション
- コートヤード・バイ・マリオット 白馬(ラフォーレ倶楽部 ホテル白馬八方より改称）
- 翠嵐 ラグジュアリーコレクションホテル 京都
- ウェスティンホテル仙台
- ラフォーレ蔵王リゾート&スパ（休館中）
- リゾートホテル ラフォーレ那須
- ラフォーレ倶楽部 箱根強羅 湯の棲
- ラフォーレ倶楽部 伊東温泉 湯の庭
- ラフォーレ修善寺&カントリークラブ
- ホテルインディゴ長崎グラバーストリート

- TIC TOKYO（観光インフォメーションセンター）
- トラストシティカンファレンス・丸の内（貸会議室）
- トラストシティカンファレンス・京橋（貸会議室）
- トラストシティカンファレンス・仙台（貸会議室）
- トラストシティカンファレンス・新大阪（貸会議室）